# Starý rybník (Vyšehněvice)
Starý rybník u Vyšehněvic o rozloze vodní plochy 0,32 ha se nalézá v polích asi 0,6 km jižně od centra obce Vyšehněvice v okrese Pardubice. Rybník je využíván pro chov ryb a slouží též jako významné lokální biocentrum pro rozmnožování obojživelníků.

## Galerie

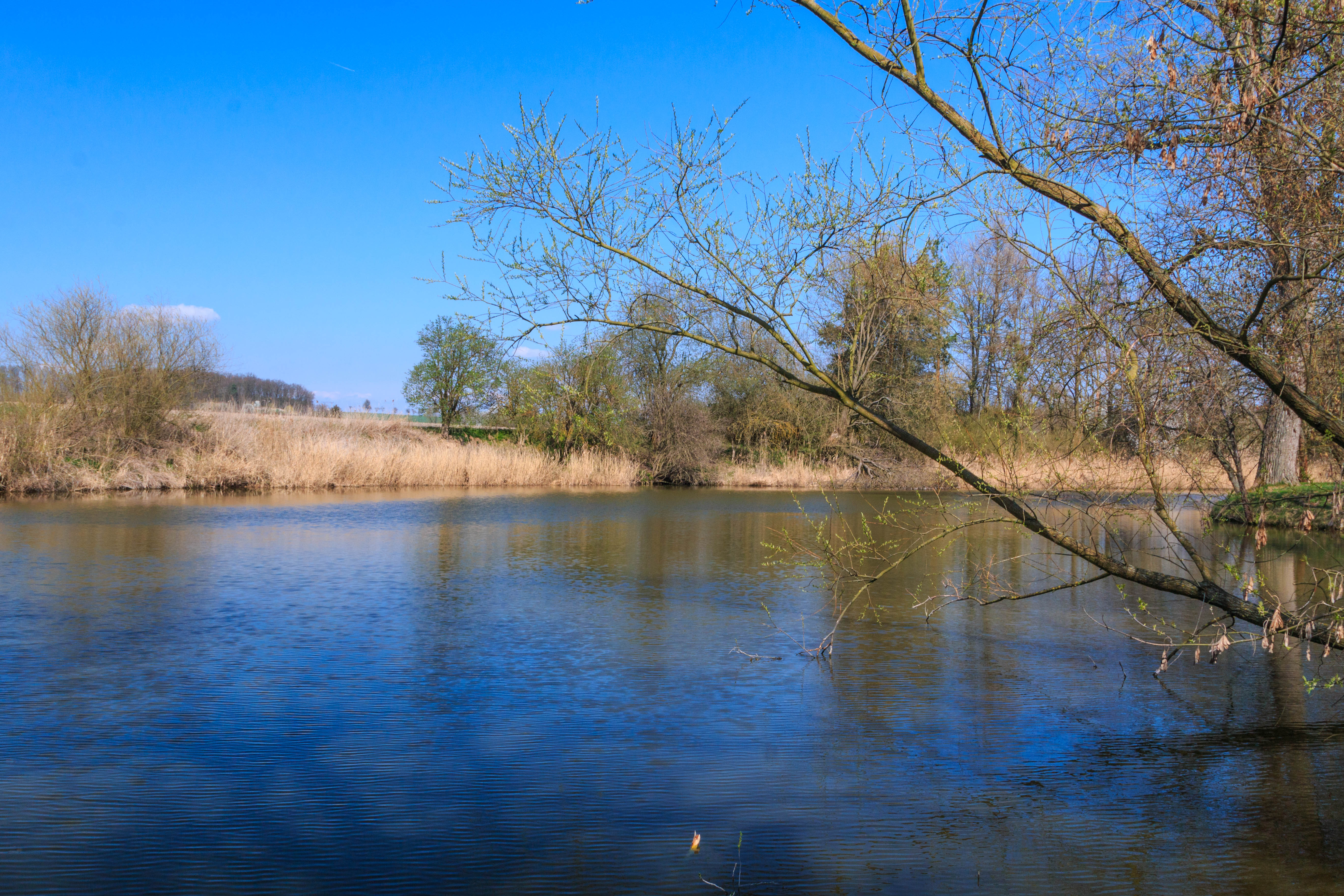
Pohled na Starý rybník pod Vyšehněvicemi
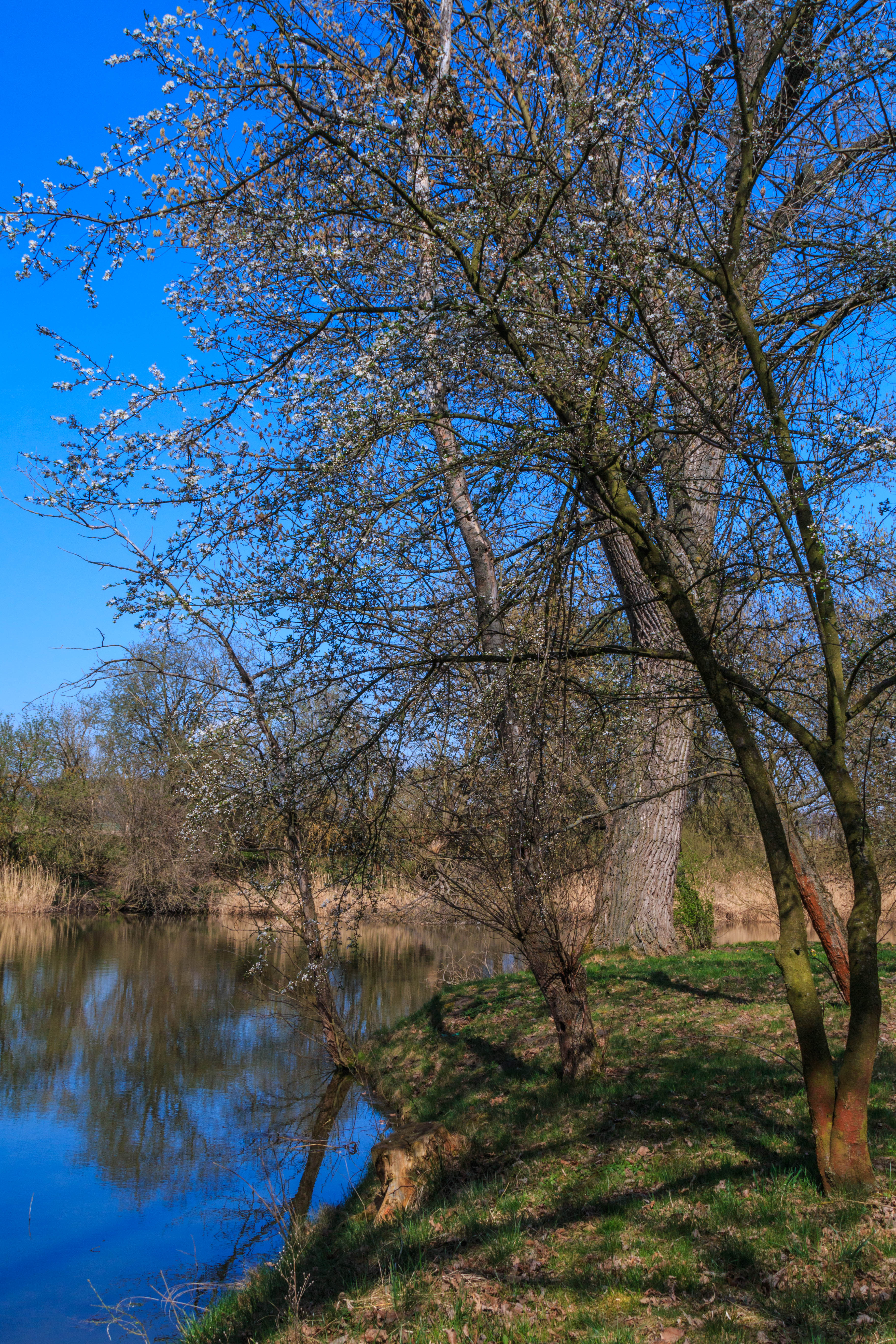
Pohled na Starý rybník pod Vyšehněvicemi
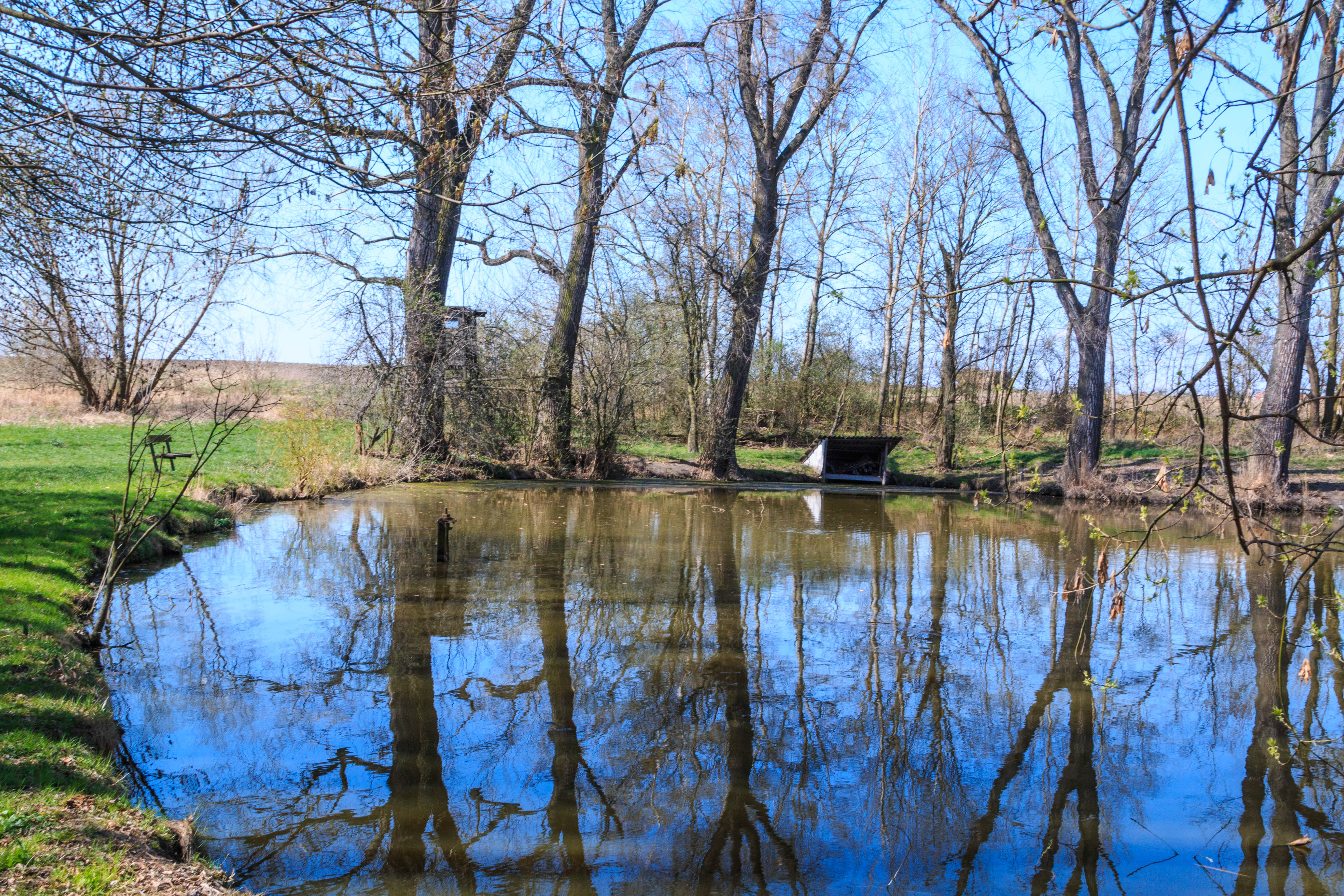
Pohled na Starý rybník pod Vyšehněvicemi
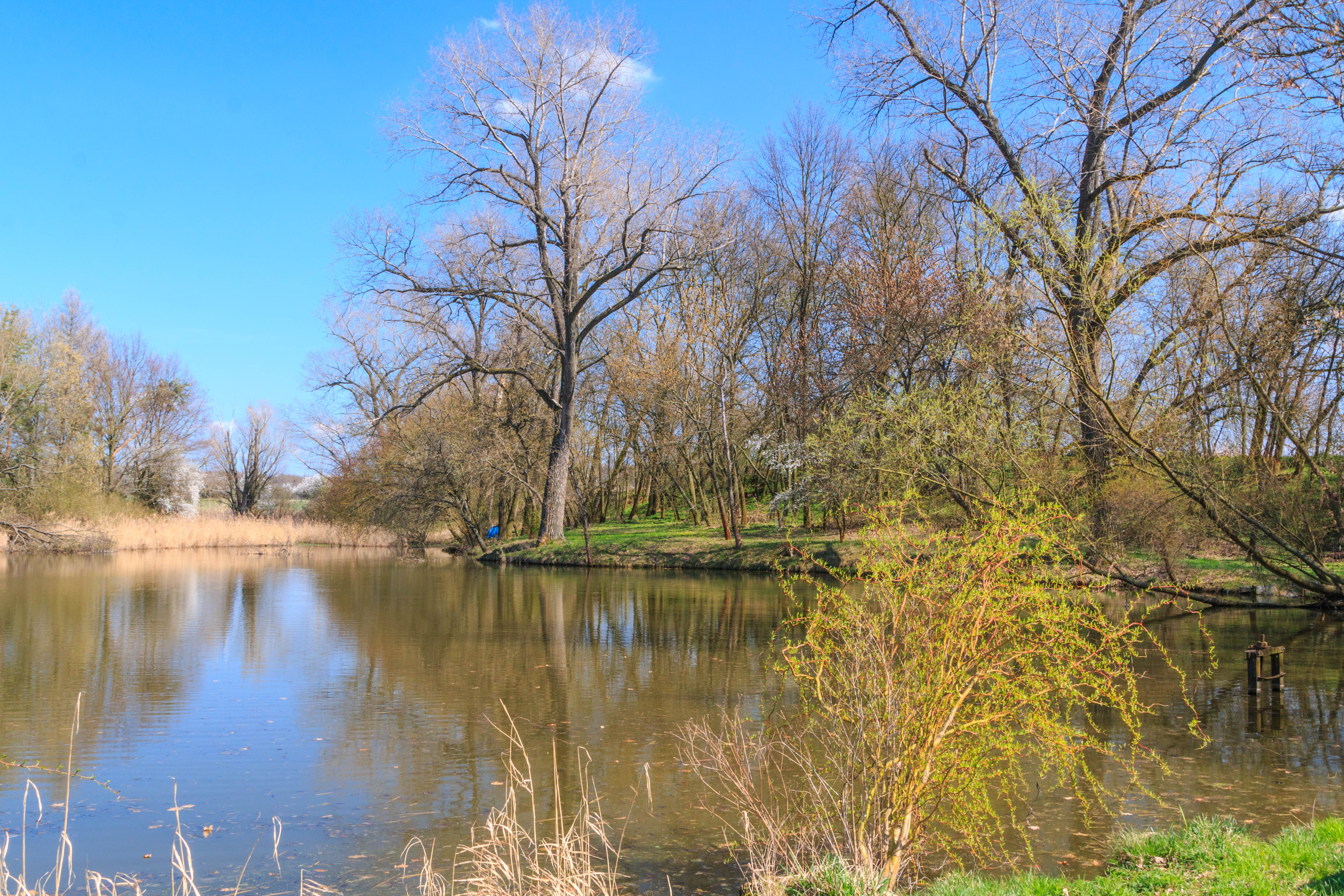
Pohled na Starý rybník pod Vyšehněvicemi